# 平安騎馬隊

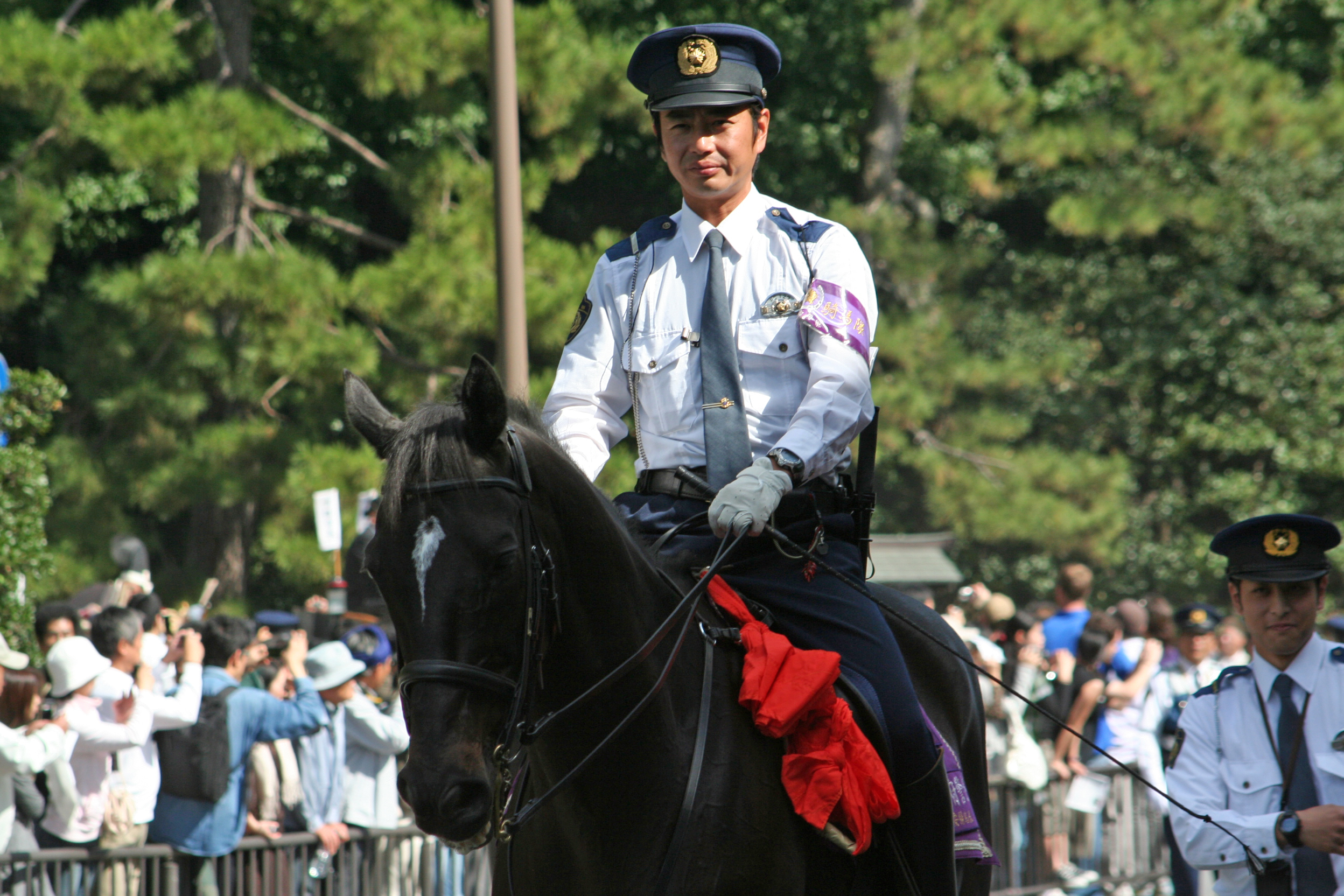
時代祭の行列を先導警備する平安騎馬隊員（2009年10月撮影）

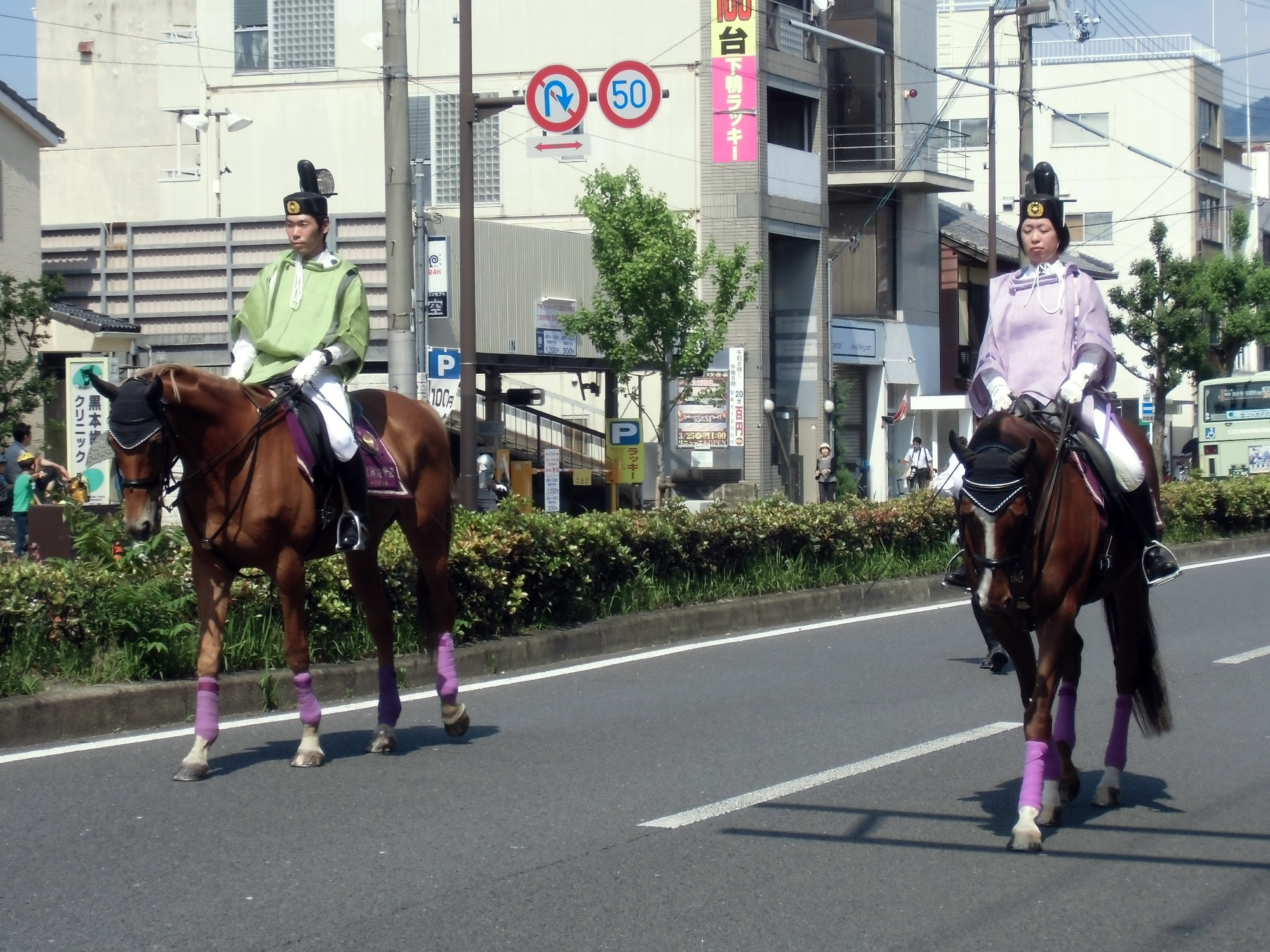
葵祭の行列を先導警備する平安騎馬隊員（2016年5月撮影）

平安騎馬隊（へいあんきばたい）は、京都府警察の騎馬隊である。1994年（平成6年）に平安遷都1200年を記念して創設された。

## 概要
京都府警察本部地域部地域課に所属する。主な活動として以下が挙げられる。
- 騎馬パトロール
  - 学童安全対策として京都府内の小学校通学路で下校時間帯を中心に実施しているほか、月曜日から金曜日の朝、隊舎（厩舎）付近の小学校周辺で警戒活動を実施[1]。
  - 観光シーズンを中心に、京都御苑等で騎馬パトロールを実施。
- 雑踏警備
  - 京都三大祭の葵祭（5月）や時代祭（10月）で先導警備を実施。2015年（平成27年）10月の時代祭から検非違使の衣装をイメージした西陣織の和装制服を導入。男性警察官は萌黄、女性警察官は藤紫の各色を使用[2]。和紙製の冠を模した制帽を着用[3]。
- パレード
  - 春と秋の全国交通安全運動や、各警察署で行われる交通安全パレードのほか、暴力団追放、安心安全まちづくりなどの防犯啓発パレードに出動。

## 歴史
- 1921年（大正10年）2月7日 - 京都府警察部に騎馬警官が配置される。しかし第二次世界大戦後のモータリゼーション普及に伴い、昭和20年代半ばに消滅。
- 1994年（平成6年）2月10日 - 京都市伏見区の京都競馬場を活動拠点に京都府警察地域部に「平安騎馬隊」が創設される。
- 1995年（平成7年）1月 - 1994年度JRA賞馬事文化賞を受賞[4]。
- 1997年（平成9年）10月 - 京都市左京区の宝が池公園憩いの森内に施設が整備され、活動拠点を移動。

## 主な所属馬
所属馬は引退競走馬（重賞未勝利）のサラブレッドである。馬名は京都の地名などから取られている。
笠置号（かさぎ）
旧名ワンダージョイア。黒鹿毛。2009年（平成21年）4月10日生まれ。中央競馬などで32戦2勝した後、兵庫県の乗馬クラブを経て、2014年（平成26年）9月10日入隊。
大文字号（だいもんじ）
旧名タールタン。芦毛。2008年（平成20年）5月20日生まれ。主な勝ち鞍:2015ファイナルS。中央競馬で37戦6勝した後、東京競馬場で誘導馬として活躍。2021年（令和3年）12月24日、騎馬隊入隊。
鞍馬号（くらま）
旧名アポロユウシャ。芦毛。母父セイウンスカイ。2012年（平成24年）4月23日生まれ。中央競馬場などで3戦した後、兵庫県の乗馬クラブを経て、2015年（平成27年）9月19日入隊。
大江号（おおえ）
旧名アグネスマクシマム。栗毛。父アグネスタキオン。2004年（平成16年）4月5日生まれ、社台ファーム生産。主な勝ち鞍:竜飛崎特別（1000万円下）。中央競馬で48戦4勝した後、兵庫県で乗用馬として活躍後、2012年（平成24年）11月14日入隊。
小倉号（おぐら）
旧名フィールドイレブン。栗毛。父サッカーボーイ。2003年（平成15年）3月3日生まれ。中央競馬などで132戦3勝した後、兵庫県の乗馬クラブを経て、2011年（平成23年）6月14日入隊。
愛宕号（あたご）
旧名プリティスキャン。栗毛。2001年（平成13年）3月21日生まれ。主な勝ち鞍:ペリドット特別、静御前特別。地方競馬で52戦14勝した後、兵庫県の乗馬クラブを経て、2010年（平成22年）7月21日入隊。